# Shaggy Dog - Papà che abbaia... non morde
Shaggy Dog - Papà che abbaia... non morde (The Shaggy Dog) è una commedia del 2006, diretta da Brian Robbins e con protagonista Tim Allen. Il film è distribuito dalla The Walt Disney Company.
Il film è un remake del film Geremia, cane e spia del 1959.

## Trama
Due scienziati volano verso il Tibet in elicottero alla ricerca di un cane da usare per i loro scopi scientifici; questo cane di razza Bearded Collie appartiene ad una confraternita di monaci buddisti. Una volta rapito l'animale e portato in laboratorio per essere usato come cavia, grazie ad un campione di sangue, i due individui hanno trasformato altri animali tenuti come cavie anche loro in mezzi cani, tentando di vedere come il DNA canino avrebbe reagito in un corpo ospite, tentando di creare ciò che il loro capo, il dottor Kozak, desiderava: la formula di lunga vita, però gli effetti non volsero a suo favore e il monaco a 4 zampe riesce a fuggire.
Nel frattempo Dave Douglas, burbero padre e avvocato, rimane scioccato nel vedere il cane Shaggy in casa sua. A un certo punto però, mentre cerca di portarlo fuori casa tenendolo per il collare molto forte quasi da soffocarlo, viene morso ed infetto alla mano. Pian piano il DNA dell'uomo muta con i primi sintomi: udito e olfatto sviluppati, pulci, problemi con gli istinti canini fino a quando un giorno l'uomo decide di andare al canile dove Shaggy era stato rinchiuso dopo l'incidente. Mentre chiede spiegazioni improvvisamente si trasforma a tutti gli effetti in un cane identico a lui, e l'unico modo per tornare uomo è addormentarsi. Rendendosi conto di ciò che esso è diventato, Dave nell'arco dei suoi giorni canini riesce a fare tutto ciò che nella forma umana non faceva: essere più romantico con la moglie e presente agli hobby dei figli, soprattutto di Josh che, anche senza interesse, gioca a football  per far un favore al padre. Intanto Kozak è intento a riprendersi il cane prodigio e manda i suoi due allievi a catturarlo, e così riescono a catturare il Shaggy sbagliato e cioè Dave, che tornato uomo viene riconosciuto da Kozak e minacciato. Dave, arrabbiato, lo morde infettandolo come il cane buddista aveva fatto con lui. Grazie al tempo passato come prigioniero ha capito le reali intenzioni degli scienziati e fugge via ritrasformandosi in cane. A casa, riesce a farsi riconoscere ai figli e corre a salvare le cavie sperimentate tra cui i tre loschi individui erano riusciti a catturare il vero Shaggy, che spiega a Dave come ritornare umano senza addormentarsi grazie alla meditazione.
Tornato umano, lasciando i suoi amici animali in auto, si muta in cane e raggiunge il tribunale giusto in tempo per accusare lo scienziato, ma non viene creduto dal giudice. Questo fino a quando per il morso infertogli da Dave gli spunta la coda da cane: il giudice, ricredendosi, fa arrestare l'uomo. Rebecca, scoperto che il cane che le è sempre stato accanto era suo marito, lo abbraccia felice.

## Riconoscimenti
- 2006 - Razzie Awards
  - Nomination Peggior attore protagonista a Tim Allen
  - Nomination Peggior pretesto per un film per famiglie
  - Nomination Peggior remake o rip-off
- 2006 - International Film Music Critics Award
  - Nomination Miglior colonna sonora in un film commedia a Alan Menken
- 2006 - Stinkers Bad Movie Awards
  - Peggior attore a Tim Allen
  - Peggior performance giovanile a Spencer Breslin
  - Nomination Peggior remake